# میکیو اودا
میکیو اودا (انگلیسی: Mikio Oda; ۳۰ مارس ۱۹۰۵ – ۲ دسامبر ۱۹۹۸) ورزشکار دو و میدانی (پرش سه‌گام، پرش طول، پرش ارتفاع، ده‌گانه و پرش با نیزه) اهل ژاپن بود.
وی در مسابقات بین‌المللی در مجموع برندهٔ ۷ مدال طلا، ۲ مدال نقره، ۱ مدال برنز شده‌است. اودا اولین ورزشکار کشور ژاپن محسوب می‌شود که در بازی‌های المپیک به مدال طلا دست پیدا کرده‌است.